# Antoine Dénériaz
Antoine Dénériaz (Bonneville, 6 de marzo de 1976) es un deportista francés que compitió en esquí alpino.
Participó en dos Juegos Olímpicos de Invierno, en los años 2002 y 2006, obteniendo una medalla de oro en Turín 2006, en la prueba de descenso.
En la Copa del Mundo consiguió tres victorias y seis podios en total.
En 2006 fue nombrado caballero de la Legión de Honor. Estudió un máster en Mercadotecnia en la Escuela Superior de las Ciencias Económicas y Comerciales (ESSEC).

## Palmarés internacional
| Juegos Olímpicos | Juegos Olímpicos | Juegos Olímpicos | Juegos Olímpicos |
| Año              | Lugar            | Medalla          | Prueba           |
| ---------------- | ---------------- | ---------------- | ---------------- |
| 2006             | Turín (Italia)   | Medalla de oro   | Descenso         |